# Nasal velar
| Nasal velar   | Nasal velar |
| ------------- | ----------- |
| AFI – número  | 119         |
| AFI – Unicode | ŋ           |
| AFI – imagem  |             |
| Entidade HTML | &#331;      |
| X-SAMPA       | N           |
| Kirshenbaum   | N           |
| Som Exemplo   |             |

O nasal velar é um tipo de fone consonantal empregado em alguns idiomas. O símbolo deste som no alfabeto fonético internacional é ŋ, e seu símbolo X-SAMPA equivalente é N. O símbolo AFI é o n minúsculo com um gancho virado pro lado esquerdo sobressaindo do lado inferior direito da letra.
Foneticamente é comum em várias línguas, como uma típica alofonia de /n/ antes de consoantes velares como as consoantes [g] e [k] por exemplo.

## Características
- Seu modo de articulação é oclusivo, que significa que é produzido pela obstrução do fluxo de ar no aparelho vocal.
- Seu ponto de articulação é velar, que significa que é articulado com o dorso da língua contra o véu palatino.
- O tipo de fonação é sonora, que significa que as cordas vocais vibram durante a articulação.
- É uma consoante nasal, que significa que permite que o ar escape pelo nariz.
- é uma consoante central, que significa que é produzido permitindo a corrente de ar fluir ao meio da língua ao invés das laterais.
- O mecanismo de ar é egressivo, que significa que é articulado empurrando o ar para fora dos pulmões através do aparelho vocal.

## Ocorrências
| Língua      | Língua             | Palavra       | AFI            | Significado   | Notas               |
| ----------- | ------------------ | ------------- | -------------- | ------------- | ------------------- |
| Alemão      | Alemão             | lang          | [laŋ]          | 'longo'       |                     |
| Castelhano  | Castelhano         | domingo       | [d̪o̞ˈmĩŋɡo̞]     | 'domingo'     |                     |
| Catalão     | Catalão            | sang          | [saŋ]          | 'sangue'      |                     |
| Chinês      | Cantonês           | 昂/ngong      | [ŋɔːŋ˩]        | 'levantar'    |                     |
| Chinês      | Mandarim           | 北京Běijīng   | [peɪ˨˩ tɕiŋ˥˥] | 'Pequim'      |                     |
| Coreano     | Coreano            | 방/bang       | [paŋ]          | 'sala'        |                     |
| Dinamarquês | Dinamarquês        | sang          | [sɑŋˀ]         | 'canção'      |                     |
| Filipino    | Filipino           | ngayon        | [ˈŋajon]       | 'agora, hoje' |                     |
| Galego      | Galego             | unha          | [ˈuŋa]         | 'uma'         |                     |
| Grego       | Grego              | αποτυγχάνω    | [aˌpo̞tiŋˈxano̞] | 'Falharei'    |                     |
| Húngaro     | Húngaro            | ing           | [iŋɡ]          | 'camisa'      |                     |
| Indonésio   | Indonésio          | bangun        | [baŋun]        | 'acordar'     |                     |
| Inglês      | Inglês             | sing          | [sɪŋ]          | 'cantar'      |                     |
| Italiano    | Italiano           | anche         | [ˈaŋke]        | 'também'      |                     |
| Japonês     | Padrão             | 南極/nankyoku | [naŋkʲokɯ]     | 'Polo sul'    |                     |
| Japonês     | Dialetos orientais | 鍵/kagi       | [kaŋi]         | 'chave'       | Nasalização de [g]. |
| Neerlandês  | Neerlandês         | angst         | [ɑŋst]         | 'temor'       |                     |
| Tailandês   | Tailandês          | งาน           | [ŋaːn]         | 'trabalho'    |                     |
| Vietnamita  | Vietnamita         | ưng           | [ɯŋ]           | 'aceitar'     |                     |